# Los Brotos
Los Brotos är en ort i Mexiko.   Den ligger i kommunen Pueblo Nuevo och delstaten Durango, i den centrala delen av landet, 800 km nordväst om huvudstaden Mexico City. Los Brotos ligger 932 meter över havet och antalet invånare är 115.
Terrängen runt Los Brotos är kuperad åt sydväst, men åt nordost är den bergig. Runt Los Brotos är det glesbefolkat, med 15 invånare per kvadratkilometer. Närmaste större samhälle är Santa María, 11,4 km väster om Los Brotos. I omgivningarna runt Los Brotos växer i huvudsak lövfällande lövskog.